# Schmetterlingsessel

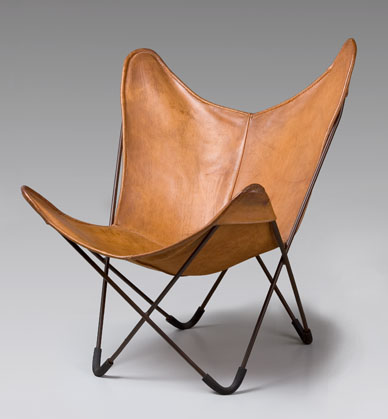
Butterfly Model M198 aus dem Jahre 1959

Der Butterfly Chair (deutsch: Schmetterlingsessel/-stuhl) ist auch als Fledermaussessel, Hardoy Chair oder BKF Chair (Bonet-Kurchan-Ferrari) bekannt. Das Gestell des leichten und stapelbaren Sessels besteht aus gebogenen Vollmetall-Rundprofilstangen mit vier fest verschweißten Kreuzungspunkten. Seine Bespannung, die mit Laschen an den Biegungen des Rahmengestells lose eingehängt wird, besteht aus Tuch oder Leder. Eine Besonderheit ist die tiefe Sitzposition. Der Butterfly Chair gehört zu den Design-Klassikern des 20. Jahrhunderts und wird von mehreren Herstellern angeboten.

## Geschichte
Der Schmetterlingsessel wurde 1938 im Architekturbüro Austral in Buenos Aires entworfen. Die auch oft angetroffene Bezeichnung „BKF Chair“ setzt sich zusammen aus den Anfangsbuchstaben der Namen der drei am Entwurf beteiligten Architekten Antonio Bonet, Juan Kurchan und Jorge Ferrari-Hardoy. Ferrari-Hardoy ist später von Bonet und Kurchan als eigentlicher Urheber des Stuhls anerkannt worden. Alle drei hatten 1937 im Architekturbüro Le Corbusiers in Paris praktiziert und waren in Argentinien als Stadtplaner tätig. Im Rahmen des dritten Salon de Artistas Decoradores, einer Einrichtungsmesse in Buenos Aires, wurde der Schmetterlingsessel 1940 erstmals der Öffentlichkeit vorgestellt.
Seit 1941 ist der Sessel unter der Bezeichnung Hardoy Butterfly Chair Teil der ständigen Ausstellung des Museum of Modern Art.
1947 erwarb das Ehepaar Florence und Hans Knoll die Lizenz zur Herstellung des Stuhls. Daraufhin avancierte der Hardoy Butterfly Chair in den 1950er Jahren zu einer Stilikone seiner Zeit. Allein im Raum Los Angeles soll er bis zu 3000 Mal pro Woche verkauft worden sein. Mit dem Erfolg kamen jedoch auch immer mehr Fremdkopien des Stuhls in unterschiedlicher Qualität auf den Markt. Knoll Associates versuchten daraufhin, sich gerichtlich die alleinigen Produktionsrechte zu sichern und scheiterten. Das Gericht befand, dass der Stuhl direkt auf dem patentierten Faltstuhl Tripolina des englischen Erfinders Joseph Fenby von 1877 beruhte. Bonet, Kuchan und Hardoy hatten versäumt, ihr Redesign des Tripolina-Stuhls rechtlich zu schützen, was ihre gestalterische Weiterentwicklung zu gestalterischem Allgemeingut entwertete. Daraufhin stellte Knoll die Produktion des Hardoy Butterfly Chairs bereits nach nur drei Jahren Produktionszeit ein. Seither werden weltweit unzählige Versionen und Varianten dieses gemeinfreien Entwurfs vermarktet.